# 罗清泉
罗清泉（1945年11月—2021年4月22日），湖北江陵人，大學學歷。曾任湖北省省長、中共湖北省委書記、省人大常委會主任。

## 生平
羅在1968年参加工作，1975年加入中國共產黨。歷任中共湖北省宜昌市委副書記、代市長、市長、市委書記，中共湖北省委副書記、省紀委書記、武漢市委書記。2002年10月任湖北省副省長、代省長。2003年1月當選湖北省省長。2007年10月接替俞正声任中共湖北省委书记。2008年，担任中共十七届中央委员，全国人大环境与资源保护委员会副主任委员。2010年12月因年龄原因不再担任省委书记职务。2010年12月25日，任全国人大环境与资源保护委员会副主任委员。2021年4月22日在武汉逝世。
中共第十五届中纪委委员，第十六、十七届中央委员。